# Kościół świętych Piotra i Pawła w Kątach Wrocławskich
Kościół śś. Piotra i Pawła w Kątach Wrocławskich – gotycka świątynia katolicka, zlokalizowana przy ul. gen. Władysława Sikorskiego w centrum Kątów Wrocławskich.
Pierwszy kościół wzmiankowano na tym miejscu w 1302, a obecny pochodzi z pierwszej ćwierci XV wieku. Ma charakter halowy, portal południowy późnogotycki. Przed wejściem do kruchty gotycka płyta grobowa, w sklepieniu kruchty gotycki orzeł śląski z ok. 1500. Wysoka, ośmioboczna wieża jest jednym z kilku istotnych elementów panoramy miasta. Hełm i górna część wieży pochodzą z lat 1825–1827, kiedy to nastąpiła renowacja obiektu. Nad jednym z portali neogotyckich widnieje data 1101.
Najistotniejszym i najstarszym elementem wyposażenia jest rzeźba Madonna z dzieciątkiem, z drewna polichromowanego. W prezbiterium gotyckie sakramentarium, liczne barokowe rzeźby m.in. Grupa Ukrzyżowania.

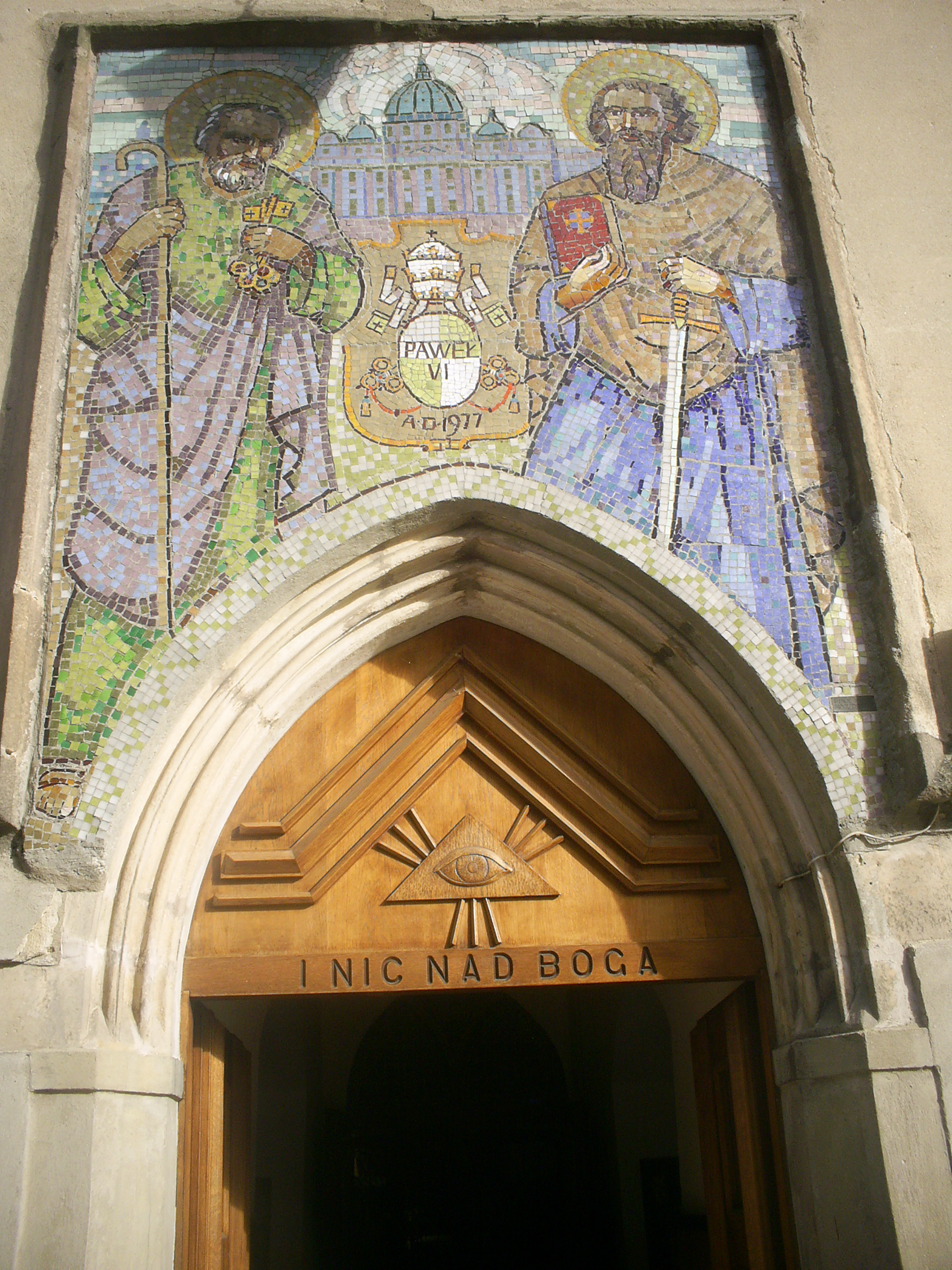
Mozaika nad wejściem do świątyni

Plebania pochodzi z XIX wieku. Kościół otacza częściowo ceglany mur z otworami strzelniczymi. Przy kościele istnieje kilka starych mogił, m.in. Simeona Mosera z 1843, rodziny Zawadzky z 1901/1908, czy Adolfusa Moeperta z 17 lutego 1945. Nad portalem wejściowym mozaika, przedstawiająca patronów kościoła, z napisem Paweł VI / A.D. 1977.
Do muru kościelnego przylega cmentarz poległych żołnierzy polskich i radzieckich z okresu II wojny światowej.